# Manuela Magno
Manuela Magno nasceu em 1953 e viveu em Lisboa, Portugal até 1978, ano em que terminou a seu curso de licenciatura em física nuclear, pela Faculdade de Ciências de Lisboa. Neta de um médico e filha de um pai “quase médico”, mas que acabou por rumar a Grenoble, onde estudou filosofia, foi no Liceu Francês que iniciou o seu percurso escolar e onde acabaria por decidir parte da sua formação académica.
Aos 12 anos, a professora de física vaticinou que o futuro da Humanidade residia no desenvolvimento da física nuclear e a ideia da descoberta entusiasmou o espírito da Manuela. O pai, Manuel Magno, não deixava indelével a sua marca. Devoto das letras, lia e escrevia muito, era um cidadão consciente, interveniente e solidário, além de se relevar um excelente pianista, mesmo que amador, e amante e praticante de desporto. De tal forma, que fundou o Ski Club de Portugal e foi membro do Comité Olímpico Internacional.
Imersa em tamanha actividade no seio de uma família numerosa, unida e de sãs e abertas mentalidades, Manuela cresceu sob a aura da música e do desporto, praticando esqui, adiante balé e ginástica, e a par, frequentando aulas de formação musical e de piano, com a professora Fernanda Magno Prim. Por genuína paixão, arrastou a Música para o mundo sério e expectante do Laboratório de Física e Engenharia Nuclear. Com o apoio do técnico de informática, desenvolveu sessões de divulgação musical na biblioteca da instituição, o que lhe valeu uma advertência, que traçaria novo rumo à então investigadora-estagiária em Sacavém – “se queres ser uma cientista respeitada, tens que te deixar dessas animações culturais”.
Sem saber, o orientador de estágio agitara as moléculas ao remoto sonho de Manuela Magno. No mesmo ano, entrou na Universidade de Columbia, em Nova Iorque, onde se viria a licenciar e a obter o mestrado e o doutoramento em Música e Educação Musical, com especialização em Direcção de Orquestra.
Em nome da arte que verdadeiramente quis aprender, o percurso de Manuela Magno prosseguiu entre o ensino e a aprendizagem. Foi Maestro Aprendiz na New York Grand Opera, Maestro Assistente no Teatro Nacional de São Carlos, ensinou no Conservatório Nacional, no Instituto Piaget de Viseu, e é graças ao seu empenho, que na Universidade de Aveiro – depois de quatro anos de estudos de flauta de bisel e Música Barroca, em Amesterdão, na Holanda,  onde também leccionou - foi criada a primeira Licenciatura em Ensino de Música, em Portugal.
No dia 29 de Fevereiro de 2004, Manuela Magno tornou pública a vontade de se candidatar à Presidência da República Portuguesa, com carácter independente, sem qualquer apoio político-partidário. Numa das suas declarações, afirmou que “um Presidente da República deve ser como um pai ou uma mãe da nação, representando e cuidando dos interesses e das necessidades de todos os cidadãos com o mesmo empenho. Sem interesses, sem compromissos e sem vínculos a partidos. Simplesmente em prol da Nação”.
A sua candidatura foi rejeitada pelo Tribunal Constitucional, apesar dos seus protestos, alegando ter conseguido reunir mais do que as 7500 declarações de apoio e certidões de eleitor necessárias para tal (7750 declarações , 7551 certidões), mas ter sido impedida pelo Tribunal Constitucional de as entregar ainda dentro do prazo legal para o fazer.
Actualmente, Manuela Magno é Presidente do Conselho Pedagógico e membro do Senado da Universidade de Évora, onde desde 1997 desempenha funções como professora auxiliar no Departamento de Artes, desdobrando-se ainda em projectos artísticos internacionais, mantendo intensos laços de solidariedade com Timor-Leste, onde voluntariamente, em 2000 e 2002, deu aulas de português e de música. Em simultâneo, estende a sua colaboração como membro de mais de uma dezena de organizações nacionais, amplamente reconhecidas, no âmbito da solidariedade, da cidadania, do ensino superior, da música, e claro está, onde se inclui o seu predilecto e sanguíneo Ski Club de Portugal.
Em 2025 fez pela segunda vez uma candidatura para a Presidência da República Portuguesa. 
1. ↑  https://www.cmjornal.pt/cm-ao-minuto/detalhe/professora-universitaria-candidata-a-belem
2. ↑  manuela magno recorre
3. ↑  https://www.tribunalconstitucional.pt/tc/acordaos/20060001.html
4. ↑  https://www.dnoticias.pt/2025/1/30/436234-professora-universitaria-anuncia-pre-candidatura-a-presidencia-da-republica/